# ルクレツィア・ディ・コジモ・デ・メディチ
ルクレツィア・ディ・コジモ・デ・メディチ（イタリア語: Lucrezia di Cosimo de Medici, 1545年2月14日 - 1561年4月21日）は、モデナおよびフェラーラ公アルフォンソ2世・デステの最初の妃。

## 生涯
のちにトスカーナ大公となるコジモ1世と妃エレオノーラ・ディ・トレドの三女（第5子）として、フィレンツェで誕生。姉はイザベッラ、兄にフランチェスコ1世・デ・メディチがいる。1558年にアルフォンソと結婚したが、1560年にフェラーラへ移った翌年に急死した。子供はなく、夫に毒殺されたと、広く噂された。
ブロンツィーノによる肖像画が残り、彼女にちなんで19世紀のイギリスの詩人ロバート・ブラウニングが“My Last Duchess”を書いた。